# Sen o Warszawie (utwór)
Sen o Warszawie – piosenka skomponowana i wykonywana przez Czesława Niemena z tekstem Marka Gaszyńskiego, jeden z 20 utworów z płyty o tym samym tytule, do dziś należy do najbardziej znanych kompozycji Czesława Niemena. Czesław Niemen nagrał płytę A Varsovie z orkiestrą i w aranżacji Michela Colombier.
Od 12 marca 2004 (mecz pomiędzy Legią Warszawa i Odrą Wodzisław Śląski) utwór jest zawsze śpiewany przed meczem przez kibiców na trybunach Stadionu Wojska Polskiego w Warszawie, jako oficjalny hymn Legii Warszawa.
Utworu Sen o Warszawie w wykonaniu kibiców Legii Warszawa użyto w finale przedstawienia pt. Zły według powieści o tym samym tytule autorstwa Leopolda Tyrmanda (reżyseria Jan Buchwald, scenariusz Wojciech Tomczyk) w Teatrze Powszechnym im. Zygmunta Hübnera w Warszawie (2010).
W 2014 roku ukazał się film dokumentalny o Niemenie autorstwa Krzysztofa Magowskiego. Obraz nosi tytuł Sen o Warszawie.
Gaszyński sprezentował oryginał tekstu piosenki „Sen o Warszawie” Barowi Kawowemu Piotruś w Warszawie.

## Inne wykonania
- zespół Wilki na płycie Acousticus Rockus w 1994 r.
- zespoły Wzgórze Ya-Pa 3 i Warszafski Deszcz na płycie Ja mam to co ty
- Piotr Cugowski oraz Ewelina Flinta podczas 41. Międzynarodowego Festiwalu w Sopocie w 2004 r. (koncert pamięci Czesława Niemena „Czas płynie jak rzeka”)
- Janusz Radek na płycie Dziwny ten świat – opowieść Niemenem, rok 2009.
- Katarzyna Kowalska podczas 46. Międzynarodowego Festiwalu w Sopocie w 2009 r. (koncert poświęcony Czesławowi Niemenowi)
- Karolina Cicha i SZAZA na płycie Wawa2010.pl w 2010 r.
- Edyta Górniak podczas koncertu inaugurującego polską prezydencję w Radzie Unii Europejskiej w lipcu 2011 r. (koncert „Tu Warszawa”)
- Stanisław Sojka na płycie Stanisław Soyka w hołdzie mistrzowi w 2012 r.
- Zbigniew Wodecki podczas koncertu Opole! Kocham Cię! – Gala Jubileuszowa 50. Krajowego Festiwalu Piosenki Polskiej w Opolu w 2013 r.
- Robert Więckiewicz, Adam Darski, Magdalena Grąziowska, Bartosz Porczyk – piosenka promująca film „AmbaSSada” w 2013 r.
- Stanisław Sojka i Katarzyna Nosowska podczas trasy koncertowej Męskie Granie 2013
- Michał Kaczmarek podczas koncertu SuperDebiuty 51. Krajowego Festiwalu Piosenki Polskiej w Opolu w 2014 r.
- Stanisława Celińska i Royal String Quartet podczas koncertu „Nowa Warszawa”, premiera emisji w TVP2 2 czerwca 2014 r.
- Bracia w programie „Bal Wszystkich Świętych” w RMF FM. 2 listopada 2014 r. polskie gwiazdy i niezwykłe wersje piosenek wielkich nieobecnych.
- Katarzyna Dąbrowska i Marcin Januszkiewicz – podczas gali Złote Berło 2015 – Polskie Radio, 5 grudnia 2015 r.
- Pako Sarr, Mamadou Diouf, Amadou Fola, Grzegorz Rytka, Emilio Dante, Vladimir Guzman Contreras, Ewa Lewandowska, Svitlana Prokopiv, Stephane Włodarczyk – w ramach projektu Fundacji Instytut Innowacji, 2016 r.
- Stefski & Hutch (Stephane Wlodarczyk Tomasz Bogacki), „A Varsovie” – Francuska wersja w ramach kompilacji French Touch La belle vie, Magic, 2016 r.
- Beniamin Sobaniec i Roots Rockets, 2016 r.
- Filip Lato w 9 odcinku IX edycji programu Twoja Twarz Brzmi Znajomo, maj 2018 r.
- zespół Metallica podczas koncertu na Stadionie Narodowym 21 sierpnia 2019 roku.

## Notowania

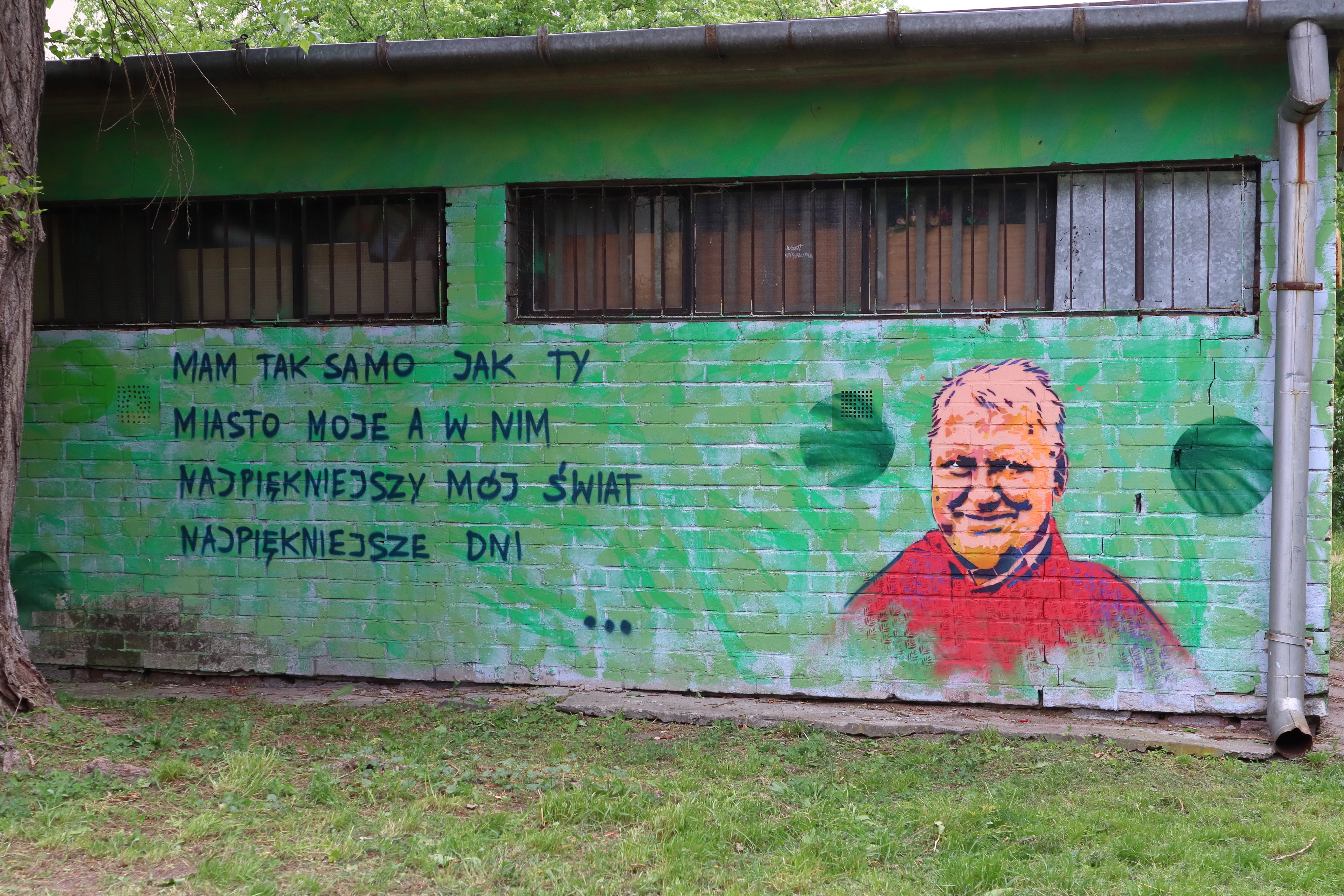
Mural w Warszawie przedstawiający cytat z piosenki i podobiznę Marka Gaszyńskiego

- Top Wszech Czasów Radiowej Trójki[4]:
  - 2015 – 86
  - 2014 – 100
  - 2013 – 108
  - 2012 – 121
  - 2011 – 117
  - 2010 – 70
  - 2009 – 109
  - 2008 – 124
  - 2007 – 98
  - 2006 – 97
  - 2005 – 92
  - 2004 – 85

- Top Wszech Czasów Marka Niedźwieckiego w Radiu Złote Przeboje:
  - 2009 – 65
  - 2008 – 63
  - 2007 – 39

- Polski Top Wszech Czasów Radiowej Trójki:
  - 2016 – 21
  - 2015 – 20
  - 2014 – 33
  - 2013 – 32
  - 2012 – 40
  - 2011 – 43
  - 2010 – 18
  - 2009 – 5
  - 2008 – 21

- 100 najlepszych polskich utworów na 20-lecie Radia WAWA:
  - 2012 – 52[5]

- 100 polskich przebojów wszech czasów według widzów Kino Polska Muzyka:
  - 2015 – 11[6]

- Lista przebojów wszech czasów Radia Zet:
  - 2017 – 6